# Aktivkohle

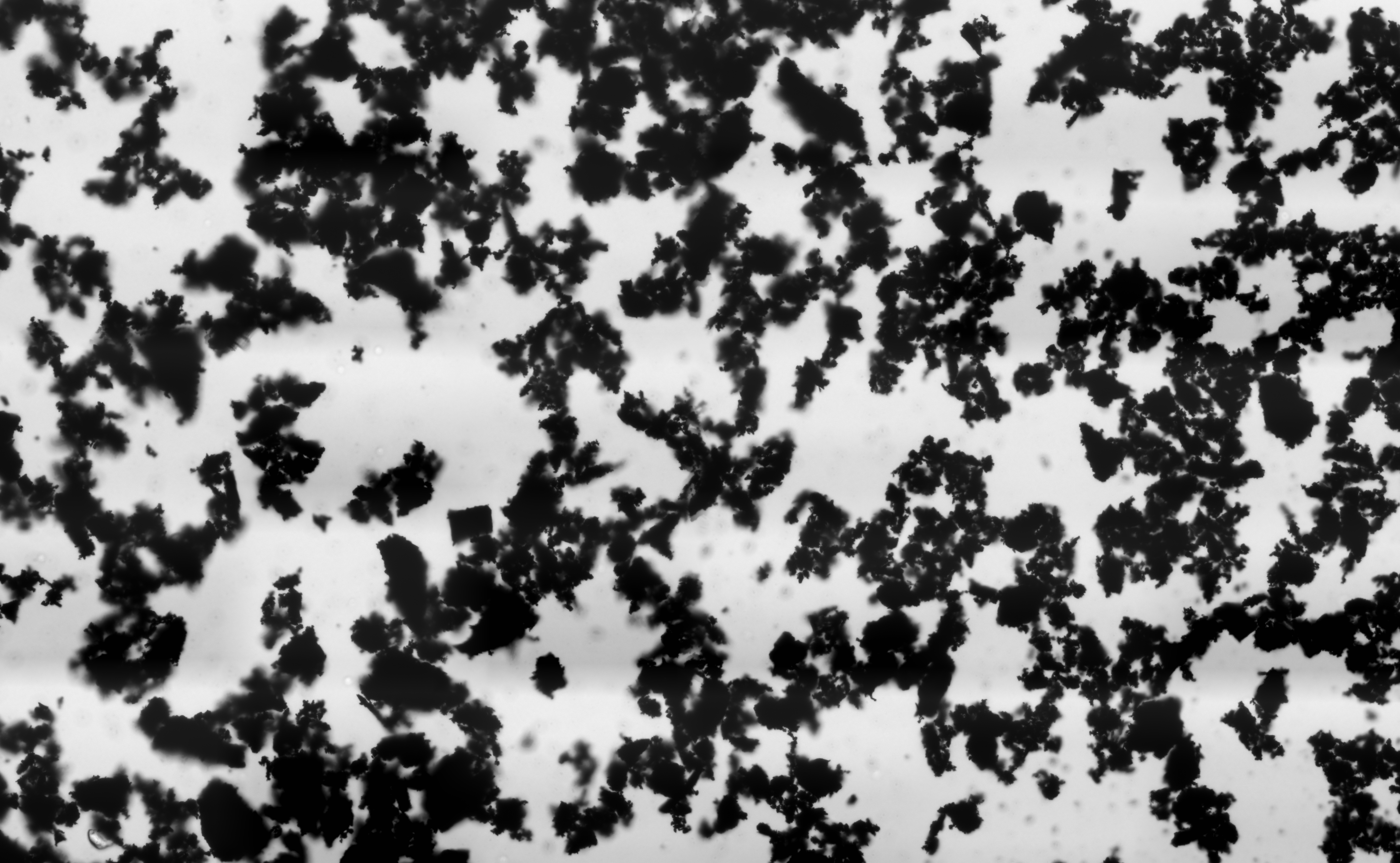
Hellfeldmikroskopie granulierter Aktivkohle. Die brüchige Struktur der Kohlepartikel deutet auf die enorme Größe der Oberfläche hin. Jedes Partikel auf dem Bild mit einem Durchmesser von etwa 0,1 mm hat eine Oberfläche von mehreren Quadratzentimetern.

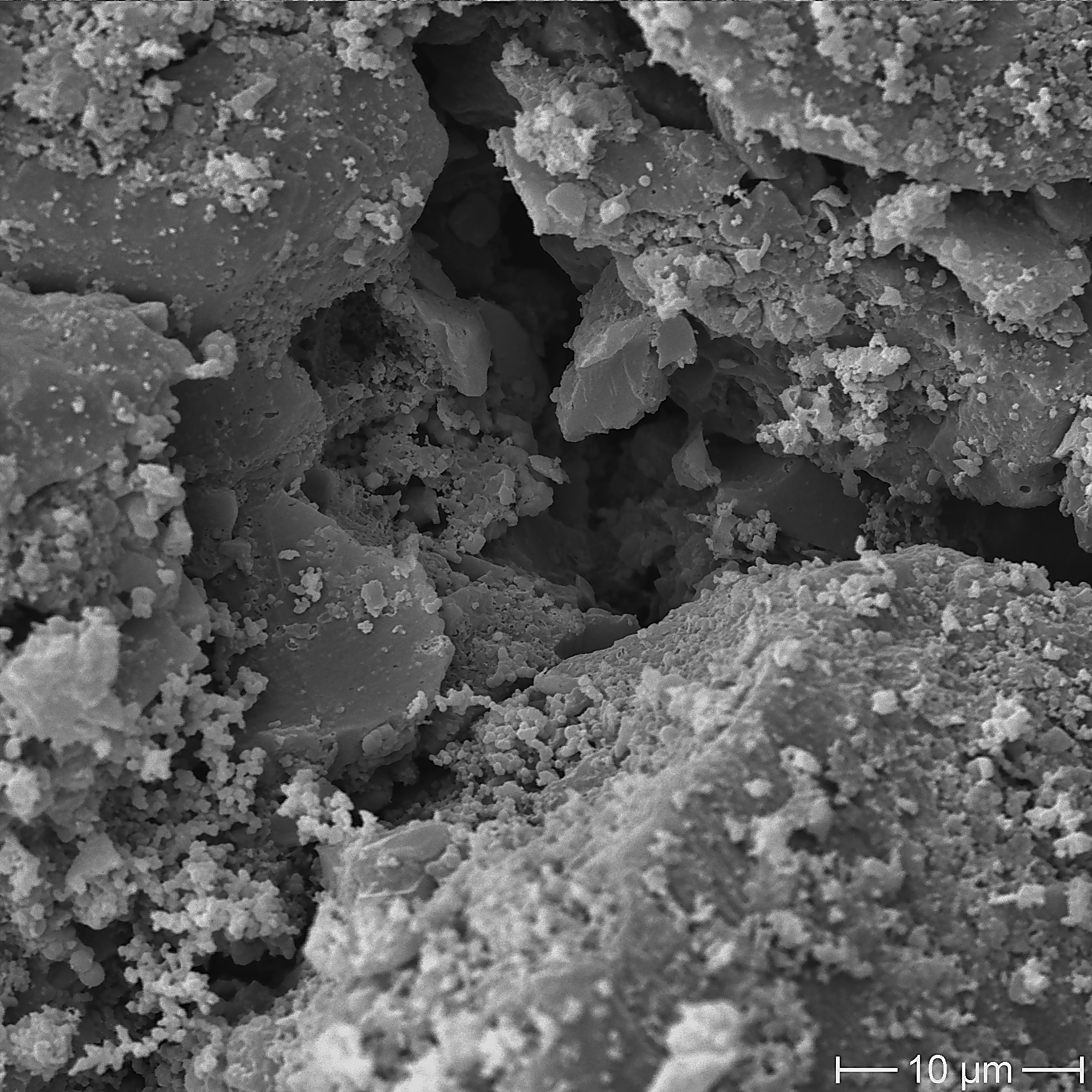
Rasterelektronenmikroskopie eines Aktivkohlepellets

Aktivkohle, kurz A-Kohle, auch medizinische Kohle (lateinisch Carbo medicinalis) genannt, ist poröser, feinkörniger Kohlenstoff mit großer innerer Oberfläche, der als Adsorptionsmittel unter anderem in Chemie, Medizin, Trinkwasseraufbereitung, Abwasserbehandlung sowie Lüftungs- und Klimatechnik eingesetzt wird. Aktivkohle kommt granuliert oder gepresst in Tablettenform (Kohlekompretten) zum Einsatz. Ebenso dient sie als Trägermaterial von Katalysatoren für die heterogene Katalyse.

## Eigenschaften
Aktivkohle ist brennbar und besteht überwiegend aus Kohlenstoff (meist > 90 %) mit hochporöser Struktur. Die Poren sind offenporig und wie bei einem Schwamm untereinander verbunden. Die innere Oberfläche beträgt zwischen 300 und 2000 m2/g Kohle, damit entspricht die innere Oberfläche von vier Gramm Aktivkohle ungefähr der Fläche eines Fußballfeldes. Die Dichte von Aktivkohle liegt im Bereich von 0,2 bis 0,6 g/cm³.
Die Porengröße und die Porengrößenverteilung teilt man in vier Größenordnungen ein: Submikroporen (< 0,4 nm), Mikroporen (0,1 bis 2 nm), Mesoporen (auch Übergangsporen genannt, 2 bis 50 nm) und Makroporen (> 50 nm).
Makro- und Mesoporen sind die Zugangswege für Gase oder Flüssigkeiten in das Innere der Kohlen und wesentlich an Diffusions- und Stofftransportvorgängen in tieferliegende Bereiche des Korns beteiligt. Der überwiegende Anteil der Adsorption erfolgt an der Oberfläche der Mikroporen. Die Größe dieses Bereiches bestimmt die wirksame Oberfläche und damit die Adsorptionseigenschaften einer Kohle. Die Größe der inneren Oberfläche im Verhältnis zum Volumen einer Aktivkohle zeigen die nachfolgenden Daten. Bei einem Würfel mit einer Kantenlänge von 1 cm übersteigt die innere Oberfläche die äußere um mehr als den Faktor 100.000.
Grundsätzlich steigt die Adsorbierbarkeit einer Verbindung mit
- steigendem Molekülgewicht
- steigender Anzahl funktioneller Gruppen wie Doppelbindungen oder Halogenliganden
- steigender Polarisierbarkeit des Moleküls.[5]

### Iodzahl
Ein häufig genutztes Maß für die Adsorptionsleistung einer Aktivkohle, auch Aktivität genannt, ist die Iodzahl. Diese Kenngröße wird auch in anderen Bereichen der Chemie genutzt, beispielsweise bei der Charakterisierung von Fetten. Allgemein gibt die Iodzahl die Masse an Iod (I2) an, die durch eine Probemasse chemisch gebunden werden kann. 
Als Kennzahl für die Aktivität einer Aktivkohle, entspricht die Iodzahl der adsorbierten Iodmasse in Milligramm pro Gramm Aktivkohle (mg I2  /g Aktivkohle). Die Angabe erfolgt in der Regel dimensionslos, das heißt nur als Zahlenwert. 
Aktivkohle, die zur Behandlung von wässrigen Lösungen und Wasser eingesetzt wird, hat in unverbrauchtem Zustand häufig eine Iodzahl im Bereich IZ = 600–1100.

### Melassezahl
Andere Aktivkohletypen sind effizienter, um größere Moleküle zu adsorbieren. Die Melassezahl zeigt die Effizienz der Adsorption von größeren Molekülen an. Eine hohe Melassezahl entspricht einer hohen Adsorption von größeren Molekülen.

### Gerbstoff
Gerbstoffe sind eine Mischung aus großen und mittleren Molekülen. Aktivkohle in Kombination mit Makro- und Mesoporen adsorbieren Gerbstoffe. Die Leistungsfähigkeit der Adsorption von Gerbstoffen wird mit Teile pro Million (parts per million) gemessen. Die aufgezeichneten Werte bewegen sich zwischen 200 ppm–362 ppm.

### Entchlorung / Dechlorierung
Aktivkohle kann auch zur Dechlorierung beitragen. Dabei gilt die Halbwertszeit für Dechlorierung als entscheidende Messzahl. Diese misst die Effizienz von Aktivkohle Chlor zu entfernen. 

### Abriebzahl
Die Abriebzahl misst die Widerstandsfähigkeit der Aktivkohle gegen Abnutzung. Hier gibt es große Unterschiede zwischen verschiedenen Aktivkohletypen. Maßgeblich wird die Abriebzahl vom ursprünglichen Rohmaterial und der Aktivierung beeinflusst. 

### Korngrößenverteilung
Je feiner die Partikel sind, desto besser ist der Zugang auf die Oberfläche und desto schneller wird adsorbiert. Eine gute Evaluation der Korngröße kann zu signifikant besseren Resultaten der Adsorptionsleistung führen. Für eine Adsorption von Mineralien wie Gold sollte die Partikelgröße zwischen 1,4 und 3,35 mm liegen. Partikel unter 1 mm würden für den Auswaschprozess nicht mehr genügen. Bei diesem Prozess werden die Mineralien von der Aktivkohle abgetragen. 

## Gewinnung

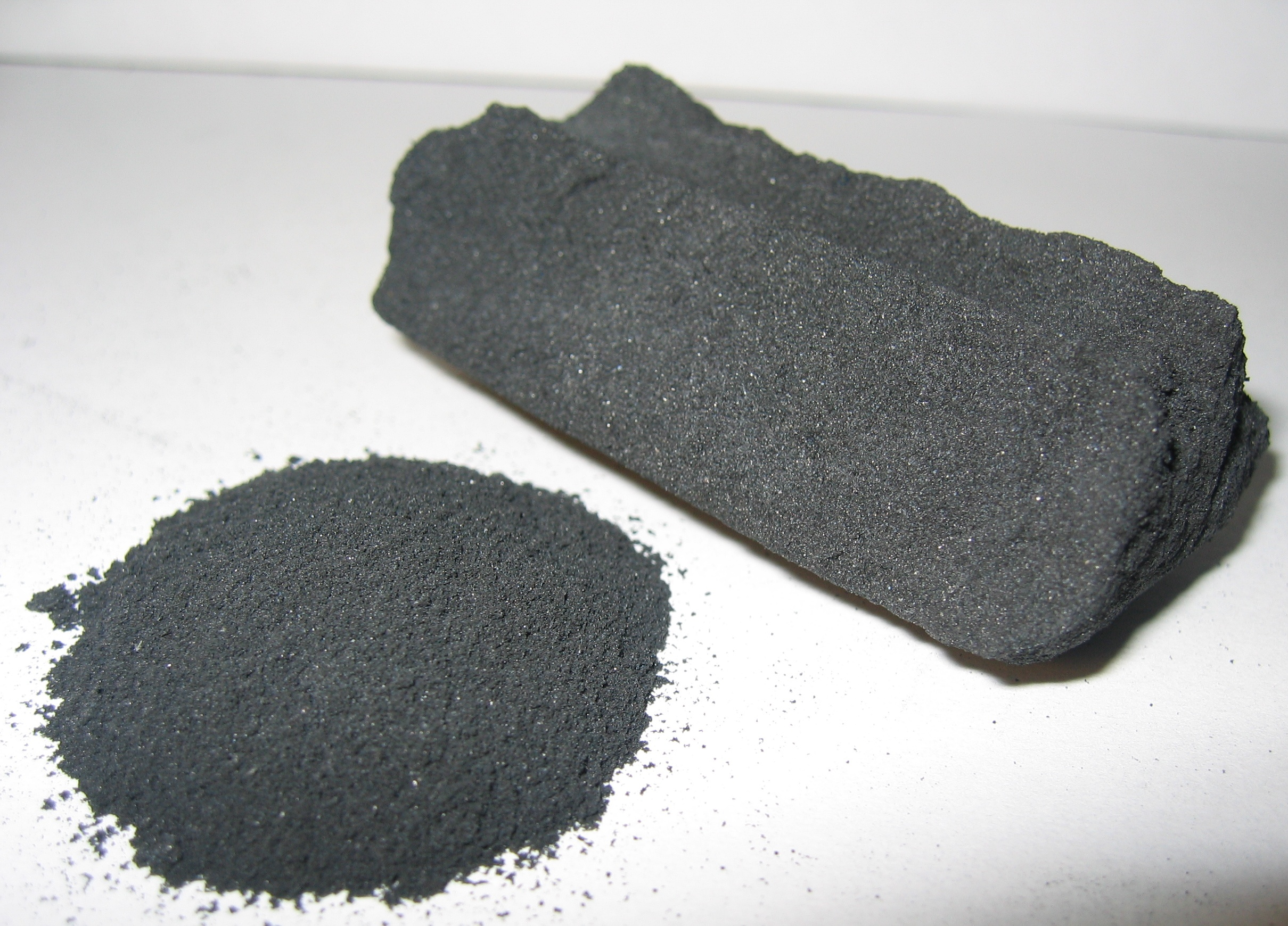
Aktivkohle

Aktivkohle wird aus pflanzlichen, tierischen, mineralischen oder petrochemischen Stoffen wie Braun-, Steinkohle oder verschiedenen Kunststoffen hergestellt. Bei der Wasserstoffherstellung mittels des Kværner-Verfahrens fällt Aktivkohle als Nebenprodukt an. Aktivkohle aus Ausgangsmaterialien wie Holz, Torf, Kokosfaser und Nussschalen wird auch als Pflanzenkohle bezeichnet. Als Tierkohle, lat. carbo animalis, wird Aktivkohle bezeichnet, die aus tierischem Blut (Blutkohle) oder Knochen (Knochenkohle) hergestellt wird. Mit Zuckerkohle wird eine Aktivkohle bezeichnet, die aus Glucose oder einem anderen Zucker als Ausgangsprodukt hergestellt wird.
Für die Herstellung und Aktivierung sind zwei Verfahren anwendbar:
- die Gasaktivierung und
- die chemische Aktivierung

Bei der Herstellung mit chemischer Aktivierung wird ein Gemisch von unverkohltem Ausgangsmaterial mit Chemikalien behandelt. Dies geschieht im Allgemeinen durch Verwendung mit Dehydratisierungsmitteln (z. B. Zinkchlorid oder Phosphorsäure) bei 500–900 °C. Ein anderes Verfahren ist die trockene Destillation (Verkokung), bei der das Material in einer sauerstofffreien Atmosphäre erhitzt und flüchtige Bestandteile bei Temperaturen um die 800 °C ausgetrieben werden. Die so erhaltene Rohaktivkohle wird anschließend oxidativ aktiviert bei 700–1000 °C mit Wasserdampf oder Kohlendioxid, zum Teil auch mit Luft. Bei dieser Aktivierung wird ein Teil des Kohlenstoffs nach dem Wassergasverfahren in Kohlenstoffmonoxid umgewandelt, wodurch zusätzliche Poren entstehen und die Oberfläche der Kohle vergrößert wird.
Für einige Verwendungszwecke wird die Aktivkohle mit weiteren Chemikalien behandelt (imprägniert), um die Abscheidewirkung zu verbessern. Filterkohle für Atemfilter in Gasmasken wird mit Metallsalzen belegt, was die Abscheidewirkung für viele chemische Giftstoffe verbessert. Aktivkohle mit einer Silberbelegung ist für die Trinkwasserfilterung besonders gut geeignet. Eine Verkeimung dieser Filter im Betrieb wird durch das Silber weitgehend unterdrückt.

## Einsatzgebiete

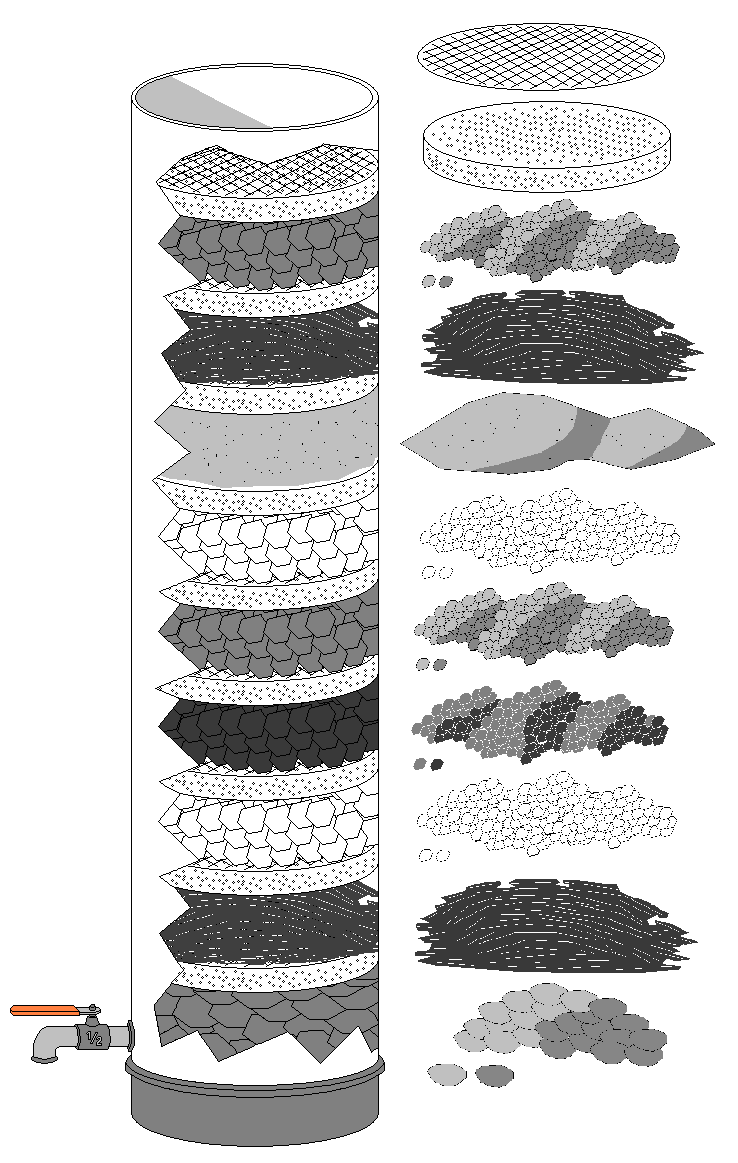
Ein Wasserfilter: Aktivkohle bildet die 4. Schicht von unten

### Reinigung von Flüssigkeiten und Gasen
Aktivkohle wird in erster Linie als Adsorptionsmittel zur Entfernung unerwünschter Farb-, Geschmacks- und Geruchsstoffe aus Gasen, Dämpfen und Flüssigkeiten eingesetzt. Ein großer Vorteil von Aktivkohlen besteht in ihrer thermischen Reaktivierbarkeit. Eine biologische Reaktivierung ist bei zur Abwasserreinigung eingesetzter Aktivkohle auch möglich.
Hauptsächlich findet Aktivkohle Verwendung in Form von Granulaten (GAK), als Pulver (PAK) oder in pelletierter Form. Auch Gewebe aus Aktivkohle sind auf dem Markt erhältlich.

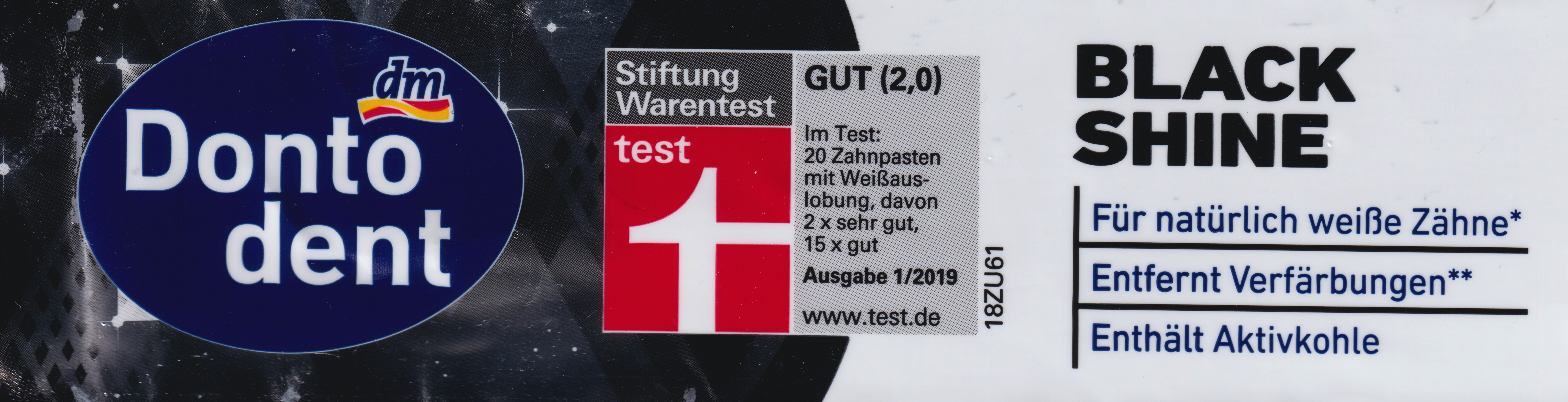
Zahnpasta mit Aktivkohle

Mit Aktivkohle werden zum Beispiel entfernt:
- Chlor, Ozon und andere geschmacks- und geruchsstörende Stoffe sowie Bakterien aus Wasser, Süßungsmitteln, Glycerin und chemischen Flüssigkeiten
- farbgebende Stoffe und Störstoffe aus flüssigen Strömen in der chemischen- oder Nahrungsmittelindustrie
- Giftstoffe aus der Luft (Filter bei Atemschutzmasken, Belüftungsanlagen von Panzern und Schutzräumen, Abluft bei Produktionsanlagen)
- Entstickung von Rauchgasen aus Glasschmelzöfen, Abfallverbrennungsanlagen und sonstigen Abgasen[11]
- Uranhexafluorid aus der Luft in der Kerntechnik (Brennstoffherstellung)
- Benzindämpfe aus der Abluft von Tankanlagen
- Chlorkohlenwasserstoffe aus Abluft und Abgasen z. B. bei chemischen Reinigungen
- Teer aus dem Zigarettenrauch in Zigarettenfiltern
- unerwünschte Aromastoffe aus Wodka und anderen Spirituosen
- unerwünschte Farbstoffe aus weißem Rum und anderen Spirituosen
- Schweißgeruch in Schuhen (durch aktivkohlehaltige Einlagen)
- Gärungsnebenprodukte wie Fuselöle und Ester aus Bier
- Schadstoffe in Aquarien- und Teichfiltern
- störende Gerüche aus der Abluft von Raumlüftungen
- Narkosegase aus der ausgeatmeten Luft sedierter Patienten[12]
- Feinstaub, Pollen und Gerüche in der Zuluft von Fahrzeugen (siehe Kabinenluftfilter)
- Verfärbungen von Zähnen

Die Trinkwasseraufbereitung bedient sich der Adsorption an Aktivkohle zur Reinigung von Rohwasser. Dabei werden Geruchs- und Geschmackstoffe und ebenso Spurenstoffe wie Pestizide, aus dem Wasser großteils beseitigt. 
In der Abwasserreinigung werden Aktivkohlen verwendet, um adsorbierbare, gelöste Abwasserinhaltstoffe (z. B. Spurenstoffe) in der so genannten Vierten Reinigungsstufe aus dem Wasser zu adsorbieren. Bei Verwendung pulverförmiger Aktivkohle mit besonders hoher spezifischer Adsorptionsoberfläche wird die beladene Kohle über den Klärschlamm wieder ausgetragen und in der Regel thermisch mit entsorgt. Jedoch ist für die in der Wasserphase verbleibende Feinfraktion eine zusätzliche Filtrationsstufe notwendig. Bei granulierter Aktivkohle ist diese Stufe nicht nötig. Zudem kann die gröbere Kohle thermisch reaktiviert werden. Durch die Novellierung der kommunalen Abwasserrichtlinie 91/271/EWG von 1991 im November 2024 wird die Aktivkohlefiltration, sowie die Behandlung mit Ozon, zunehmend bei Kläranlagen ab einer bestimmten Größenordnung installiert werden.
Die Kohle kann auch zur Reinigung von Teilströmen in der Industrie eingesetzt werden, wobei das Ziel verfolgt werden kann, Reststoffe zurückzugewinnen. Abwässer aus Textilfärbereien enthalten Farbstoffe, die häufig nur durch Adsorption mit Aktivkohle entfernt werden können. Dies kann wirtschaftlich mit biologisch regenerierter Aktivkohle durchgeführt werden.
Eine weitere bedeutende Anwendung für Aktivkohle liegt in den Kabinenluftfiltern für die Automobilindustrie. Seit Mitte der 1990er Jahre wird diese Filterklasse in Klimaanlagen eingesetzt. Die sogenannten Kombifilter (das ist eine spezifische Kabinenluftfilterklasse) beinhalten eine Schicht Aktivkohle, welche schädliche Gase aus der Luft herausfiltriert und somit die Passagiere vor diesen Schadstoffen schützt. Für diese Anwendung werden jährlich weltweit mehr als 5000 Tonnen Aktivkohle verarbeitet.
Mit Aktivkohle ausgestattete Luftfilter werden auch in Krankenhäusern für die Anästhesie eingesetzt. Die in den Filtern enthaltende Aktivkohle bindet die ausgeatmeten volatilen Anästhetika und schützt damit Patienten, OP-Team und Umwelt. Die aufgefangenen Narkosegase können aufbereitet und erneut für die Narkose verwendet werden. Dadurch können Krankenhäuser einen Teil ihrer Emissionen einsparen – laut Bundesärztekammer ein wichtiges Handlungsfeld für die Klimaneutralität im Gesundheitswesen.
In den Abluftstrecken von Kernkraftwerken werden Aktivkohlefilter als Verzögerungsstrecken für kurzlebige radioaktive Edelgase verwendet. Die Edelgase durchlaufen – bedingt durch temporäre Adsorption – die Filterstrecken deutlich langsamer als der Rest der Abluft. Durch den radioaktiven Zerfall wird dabei die Menge der radioaktiven Edelgase in der Abluft erheblich vermindert.
Durch ihre hohe Adsorptionskapazität lässt sich Aktivkohle auch in Sorptionspumpen zur Erzeugung von Vakua verwenden.
Aktivkohle weist nur eine eingeschränkte Beladbarkeit auf. Eine Regeneration erfolgt meist durch Erhitzen auf mehrere hundert Grad Celsius. Dabei verdampft zum einen ein Teil der Beladung (z. B. organische Lösemittel), ein anderer Teil kann auch verkoken, dann muss die Aktivkohle wie bei der Herstellung wieder mit Wasserdampf reaktiviert werden.

### Thermische Reaktivierung

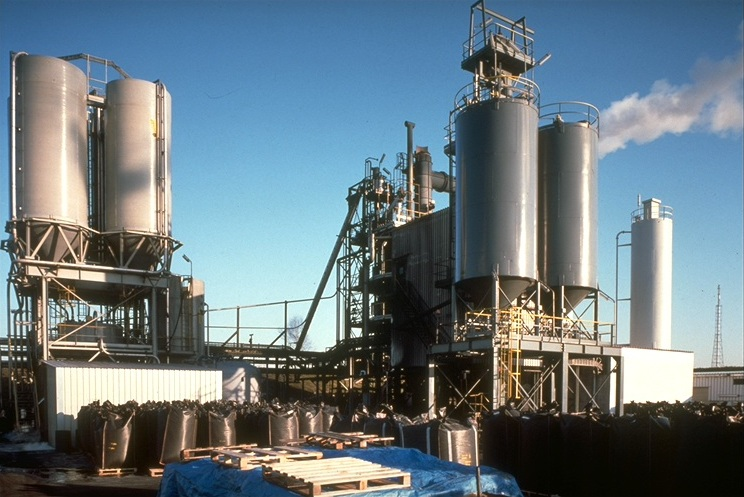
Weltgrößte Reaktivierungsanlage in Feluy, Belgien

Gesättigte Aktivkohle kann mittels eines thermischen Prozesses bei hohen Temperaturen (bis zu 900 °C) zum Beispiel in Drehrohröfen oder Mehretagenöfen reaktiviert werden. Bedingt durch moderne und intensive Rauchgasreinigung kann gesättigte Aktivkohle aus unterschiedlichsten Anwendungen recycelt werden.
Der komplette Reaktivierungsprozess besteht aus folgenden Schritten:
1. Trocknung des Materials bis zu +105 °C.
2. Verdampfung der adsorbierten flüchtigen Komponenten bis +300 °C.
3. Zerfall der adsorbierten nicht flüchtigen Komponenten in kleinere Moleküle bei bis zu +600 °C, die in der Ofenatmosphäre durch Pyrolyse zu amorphem Kohlenstoff auf der inneren Oberfläche abgebaut werden.
4. Vergasung von amorphem Kohlenstoff mittels Wasserdampf über 800 °C.

Durch die Reaktion des amorphen Kohlenstoffes mit Wasserdampf bei hohen Temperaturen zu Kohlenstoffmonoxid (CO) und abschließend zu Kohlenstoffdioxid (CO2) werden Mikroporen geschaffen, welche die große spezifische Oberfläche bilden.
{\displaystyle \mathrm {C\ +\ H_{2}O\ \longrightarrow \ H_{2}\ +\ CO} }
Mit der sinnvollen Nutzung von natürlichen Rohstoffen durch Reaktivierung wird eine Reduzierung der CO2-Emission um den Faktor 5 erreicht.

### Medizinische Anwendung
In der Medizin wird Aktivkohle vor allem dafür benutzt, Giftstoffe aus dem Magen-Darm-Trakt zu entfernen. Bei harmlosen Durchfallerkrankungen, z. B. Magen-Darm-Grippe (Gastroenteritis), werden üblicherweise Kohlekompretten benutzt.
Bei Vergiftungsnotfällen wird Aktivkohle in größerer Menge benutzt, um oral aufgenommene Gifte, die sich im Verdauungstrakt befinden oder einem enterohepatischen Kreislauf unterliegen, aus dem Organismus zu entfernen.
Die Dosierung ist in solchen Fällen 0,5 bis 1 g Kohle pro Kilogramm Körpergewicht bei einem erwachsenen Menschen.
Als Darmregulans wird auch nicht aktivierte Holzkohle, etwa nicht aktivierte Birkenkohle verwendet.

### Verwendung als Träger für Katalysatoren
In der Chemie werden Katalysatoren auf der Basis von Aktivkohle verwendet. Dabei dient die Aktivkohle als Träger von Übergangsmetallen, beispielsweise Palladium, Platin oder Rhodium. Ein typischer Einsatzbereich dieser Katalysatoren ist die katalytische Hydrierung.

### Verwendung als Elektrode
Aktivkohle wird als Elektrodenmaterial in Superkondensatoren verwendet. Aufgrund der extrem großen Oberfläche dieser Elektroden können dabei sehr hohe Kapazitäten erreicht werden.

### Verwendung als Lebensmittelfarbstoff

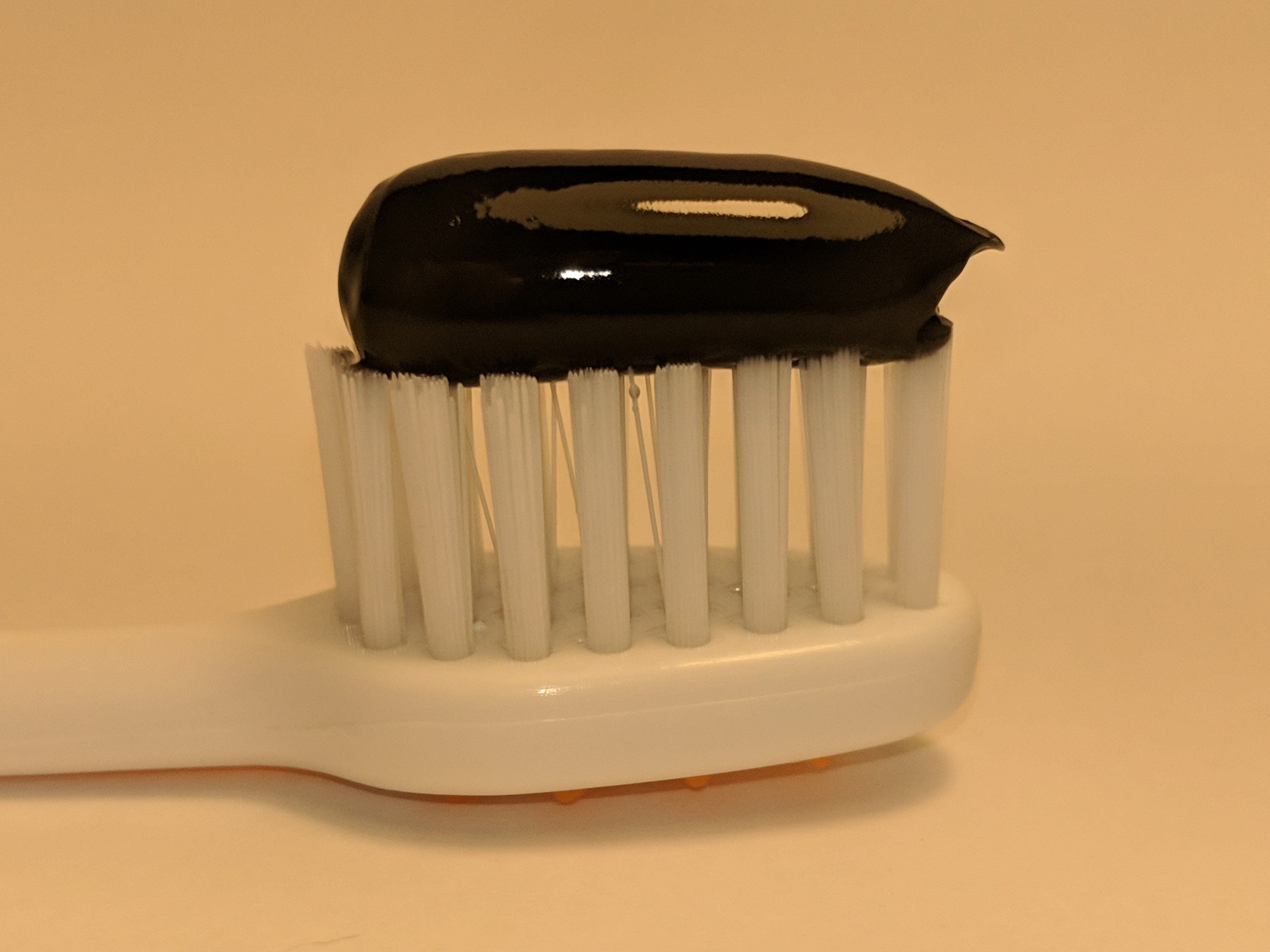
Aktivkohle kann ein Inhaltsstoff in Zahnpasta sein.

In Deutschland wurde medizinische Kohle durch die Farbstoff-Verordnung ab 1959 als Carbo medicinalis für die Verwendung als Lebensmittelfarbstoff zugelassen. Zur Übernahme der Richtlinie des Rats zur Angleichung der Rechtsvorschriften der Mitgliedstaaten für färbende Stoffe, die in Lebensmitteln verwendet werden dürfen in nationales Recht wurde die Farbstoff-Verordnung 1966 angepasst und für Carbo medicinalis vegetabilis die E-Nummer E 153 aufgenommen. Ab 1978 wurde die Verwendung in Deutschland durch die Zusatzstoff-Zulassungsverordnung geregelt. Durch die Verordnung (EG) Nr. 1333/2008, die am 20. Januar 2009 in Kraft trat, ist die Verwendung von Pflanzenkohle als Lebensmittelzusatzstoff im ganzen EWR einheitlich geregelt. Carbo medicinalis kann dabei ohne Mengenbegrenzung zugegeben werden (quantum satis).
E 153 ist zusammen mit anderen Farbstoffen, wie Riboflavine, Zuckercouleur oder Carotin in Gruppe II (Lebensmittelfarbstoffe ohne Höchstmengenbeschränkung) einsortiert und kommt z. B. in Fruchtsaftkonzentraten, Gelees, Marmeladen, Süßwaren und in schwarzen Wachsüberzügen bei Käse zum Einsatz. Als Lebensmittelzusatzstoff ist nur Aktivkohle pflanzlichen Ursprungs zugelassen.

### Aktivkohlewärmer
Aktivkohle kommt auch in Wärmebeuteln vor.

### Kosmetik
Gesichtsmasken, Peelings, Duschgels und Zahnpasta wird meist puderförmige Aktivkohle aus Bambus, Holzkohle oder Kokosnussschalen beigemischt, um unerwünschte Stoffe aufzunehmen. Da diese aber nach der Reinigung ohnehin fortgespült werden, ist die Wirkung fraglich.